# Kent "Kösa" Pettersson
Kent "Kösa" Pettersson, född 27 juli 1947 i Mellösa, är en svensk tidigare bandyspelare och landslagsman. Han spelade i de högsta serierna för Hälleforsnäs IF från mitten av 1960-talet till slutet av 1970-talet, med semifinalserien mot Brobergs IF 1979 som höjdpunkt.
Pettersson avrundade karriären som rinkbandyspelare i Korpen Eskilstuna.

## Meriter
- 6 landskamper för Sverige 1971−1973, VM-silver 1971[1]
- Skyttekung i Division I 1970[2]